# Olmos (Lambayeque)
Olmos ist eine Stadt in der Provinz Lambayeque in der Region Lambayeque in Nordwest-Peru. Die Stadt ist Verwaltungssitz des gleichnamigen Distrikts. Eine erste Gründung datiert vom 27. Juni 1573 als Santo Domingo de Olmos. Die Stadt an ihrer heutigen Stelle wurde 1705 gegründet. Beim Zensus 2017 wurden 14.473 Einwohner gezählt. 10 Jahre zuvor lag die Einwohnerzahl bei 9807.
Die Stadt liegt etwa 90 km nördlich der Regionshauptstadt Chiclayo am Rande der Küstenwüste von Nordwest-Peru auf einer Höhe von 175 m. Östlich der Stadt erhebt sich die peruanische Westkordillere. Der Fluss Río Olmos fließt südlich an der Stadt vorbei. In der Umgebung wird bewässerte Landwirtschaft betrieben. Die Fernstraße Lambayeque–Chulucanas führt an Olmos vorbei.